# 133066 Beddingfield
133066 Beddingfield è un asteroide della fascia principale. Scoperto nel 2003, presenta un'orbita caratterizzata da un semiasse maggiore pari a 2,270568 UA e da un'eccentricità di 0,143293, inclinata di 6,396725° rispetto all'eclittica. Ha un diametro di 1,908 km.